# (541058) 2018 CM7
(541058) 2018 CM7 es un asteroide perteneciente al cinturón de asteroides descubierto el 22 de noviembre de 2011 por el equipo del Mount Lemmon Survey desde el Observatorio del Monte Lemmon, Arizona, Estados Unidos.

## Designación y nombre
Designado provisionalmente como 2018 CM7.

## Características orbitales
2018 CM7 está situado a una distancia media del Sol de 2,991 ua, pudiendo alejarse hasta 3,319 ua y acercarse hasta 2,663 ua. Su excentricidad es 0,109 y la inclinación orbital 10,89 grados. Emplea 1889,90 días en completar una órbita alrededor del Sol.

## Características físicas
La magnitud absoluta de 2018 CM7 es 16,3. 